# 艾伦·阿德汗
艾伦·阿德汗，是埃及裔的美国商人。1991年，他与麥可·莫懷米、弗兰克·皮尔斯成立游戏公司Silicon & Synapse（后公司改名为暴雪娱乐）。阿德汗曾参与创作失落的维京人，RPM赛车，摇滚赛车，魔兽争霸：人类与兽人，星际争霸，他也是魔兽世界的首席设计师。
1990年，艾伦·阿德汗从加州大学洛杉矶分校获得了学士学位。
2004年，艾伦·阿德汗离开暴雪成立Tenfold Capital Partners，但他仍然是暴雪娱乐的一名顾问。
2016年，再度加入暴雪。2024年1月，作为暴雪首席设计官的他再次离开暴雪。